# 小尚帕尼亚
小尚帕尼亚（法語：Champagnat-le-Jeune，法語發音：[ʃɑ̃paɲa lə ʒœn]）是法国多姆山省的一个市镇，位于该省南部偏东，属于伊苏瓦尔区。

## 地理
小尚帕尼亚（45°27'0"N, 3°25'36"E）面积9.39 平方千米，位于法国奥弗涅-罗讷-阿尔卑斯大区多姆山省，该省份为法国中南部省份，北起阿列省接壤，东临卢瓦尔省，南至上盧瓦爾省和康塔爾省，西接科雷兹省和克勒兹省。
与小尚帕尼亚接壤的市镇（或旧市镇、城区）包括：拉沙佩勒叙于松、佩利耶尔、圣卡特琳、圣让圣热尔韦、瓦尔兹苏沙托讷夫、勒韦尔内-沙梅阿讷。

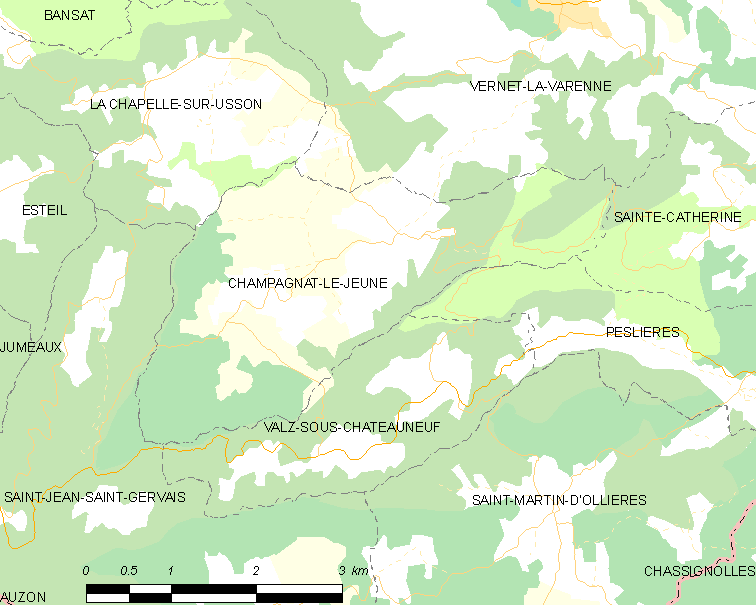
小尚帕尼亚的OSM定位图

小尚帕尼亚的时区为UTC+01:00、UTC+02:00（夏令时）。

## 行政
小尚帕尼亚的邮政编码为63580，INSEE市镇编码为63079。

## 政治
小尚帕尼亚所属的省级选区为布拉萨克莱米讷县。

## 人口

1962-2008年间小尚帕尼亚人口变化图示

小尚帕尼亚于2022年1月1日时的人口数量为149人。